# Ptenochirus jagori
Il pipistrello della frutta muschiato maggiore (Ptenochirus jagori Peters, 1861) è un pipistrello appartenente alla famiglia degli Pteropodidi, endemico dell'Arcipelago delle Filippine.

## Descrizione

### Dimensioni
Pipistrello di medie dimensioni, con la lunghezza totale tra 120 e 145 mm, la lunghezza dell'avambraccio tra 76 e 90 mm, la lunghezza della coda tra 6 e 18 mm, la lunghezza delle orecchie tra 18 e 25 mm e un peso fino a 97 g.

### Aspetto
La pelliccia è corta. Il colore del dorso è marrone scuro, nerastro sulla testa, mentre le parti ventrali sono bruno-grigiastre e cosparse di peli grigiastri più chiari. In entrambi i sessi è presente un ciuffo di peli castani intorno a delle ghiandole situate su ogni lato del collo. Il muso è relativamente corto, gli occhi sono grandi. Le orecchie sono lunghe e con l'estremità arrotondata. La coda è corta e fuoriesce dall'uropatagio, il quale è ridotto ad una sottile membrana lungo la parte interna degli arti inferiori. Il calcar è corto. Produce un particolare odore di cannella dolce e muschio. I maschi sono più grandi e più scuri delle femmine.

## Biologia

### Comportamento
Si rifugia nelle cavità degli alberi o in grotte calcaree poco profonde singolarmente od in gruppi fino a 10 individui.

### Alimentazione
Si nutre di frutti di specie native di Ficus, incluso Ficus chrysolepis e di Banane e su infiorescenze degli alberi del Caffè, della palma da Cocco e del Kapok.p

### Riproduzione
Danno alla luce un piccolo alla volta due volte l'anno. L'aspettativa di vita è 5-8 anni.

## Distribuzione e habitat
Questa specie è diffusa nelle Filippine: Apo, Biliran, Bohol, Bongao, Boracay, Caluya, Provincia di Camiguin, Carabao, Catanduanes, Cebu, Dinagat, Guimaras, Guintarcan, Leyte, Lubang, Luzon, Marinduque, Maripipi, Masbate, Mindanao, Mindoro, Negros, Panay, Polillo, Poro, Samar, Sanga-sanga, Secuban, Semirara, Siargao, Sibay, Sibuyan, Siquijor, Tablas, Tandubas.
È molto abbondante nelle foreste primarie, comune in quelle secondarie, e spesso presente in aree urbane, fino a 1.950 metri di altitudine. È meno frequente nelle foreste montane ed assente in quelle umide.

## Conservazione
La IUCN Red List, considerato il vasto Areale e l'adattamento agli ambienti degradati, classifica P.jagori come specie a rischio minimo (Least Concern)).